# Sophie von Scheve
Sophie Theodora Philippine Friederike Emilie von Scheve (* 25. April 1855 in Schwerin; † 22. Januar 1925 in Dobbertin) war eine deutsche Malerin der Düsseldorfer Schule.

## Leben
Von Scheve war das älteste von vier Kindern des mecklenburg-schwerinischen Justiz- und Ministerialrats Hermann von Scheve und dessen Ehefrau Agnes, geborene von Stralendorff (1824–1901). Eine künstlerische Ausbildung erhielt sie als Privatschülerin des baltendeutschen Düsseldorfer Historienmalers Eduard von Gebhardt, einem der bedeutendsten Protagonisten der protestantischen Kirchenmalerei Deutschlands, der seit 1873 einen Lehrauftrag an der Kunstakademie Düsseldorf versah.

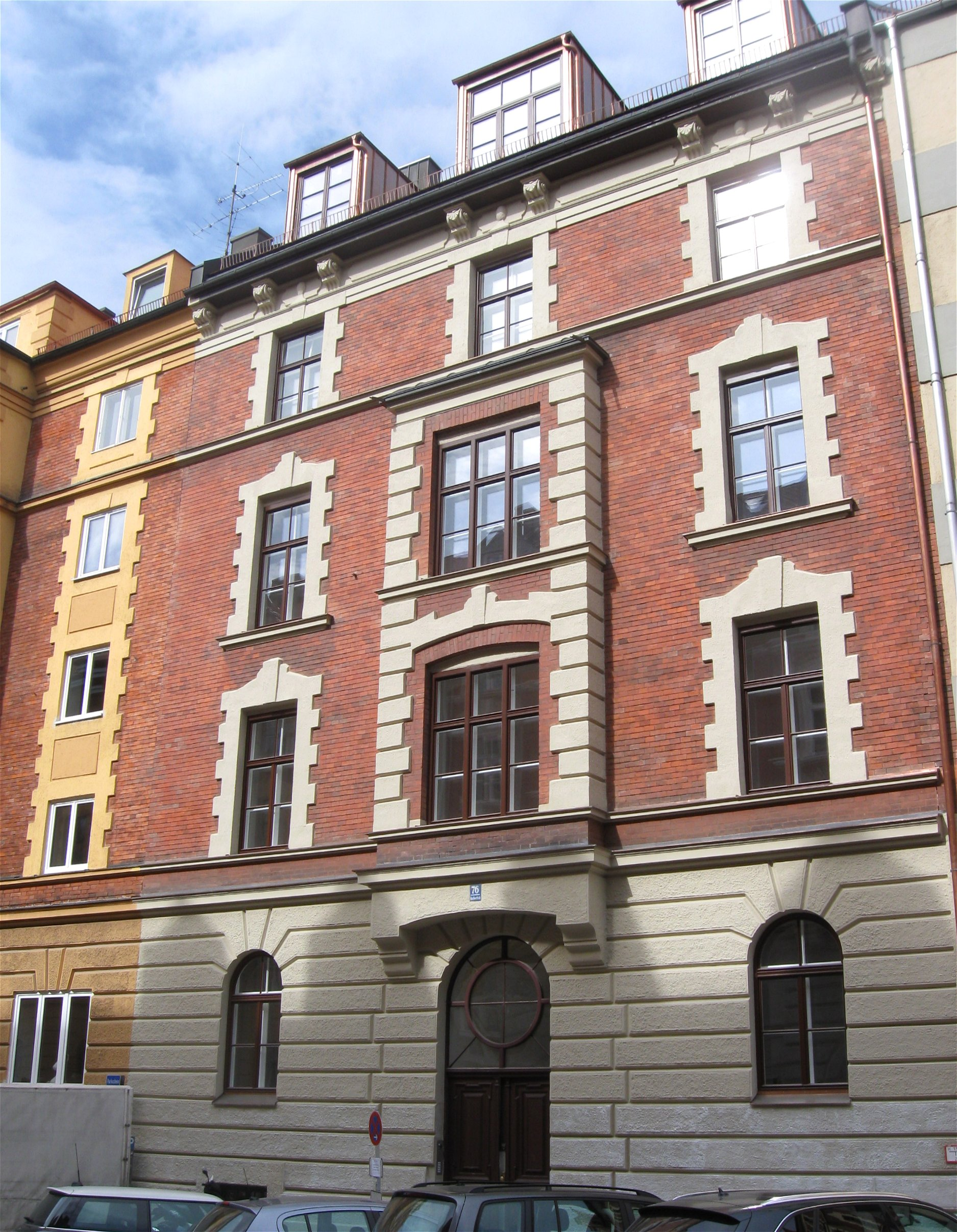
Mietshaus Adalbertstraße 76, München

Ab 1891/1892 war von Scheve unter der Adresse Adalbertstraße 76/0 in der Münchner Maxvorstadt erfasst. Offenbar bezeichnete die damals 36-Jährige sich dort als „Baronin“ bzw. „Baronesse“, obwohl sie keine Freiherrin, sondern bloß eine Briefadelige war. Auch machte sie sich jünger, indem sie als ihr Geburtsjahr das Jahr 1869 in Umlauf brachte. Sie wurde Mitglied im Künstlerinnen-Verein München und engagierte sich dort als Ausschussmitglied, Jurorin und Ersatz-Rechnungsrevisorin. 1897 stellte sie im Münchner Glaspalast eine Circe und eine Heilige Cäcilie aus. 1899 wurden mehrere ihrer Bilder in einer Ausstellung in Wiesbaden gezeigt, 1906 war sie im Leipziger Kunstsalon Del Vecchio mit einer Landschaft vom Ammersee vertreten.

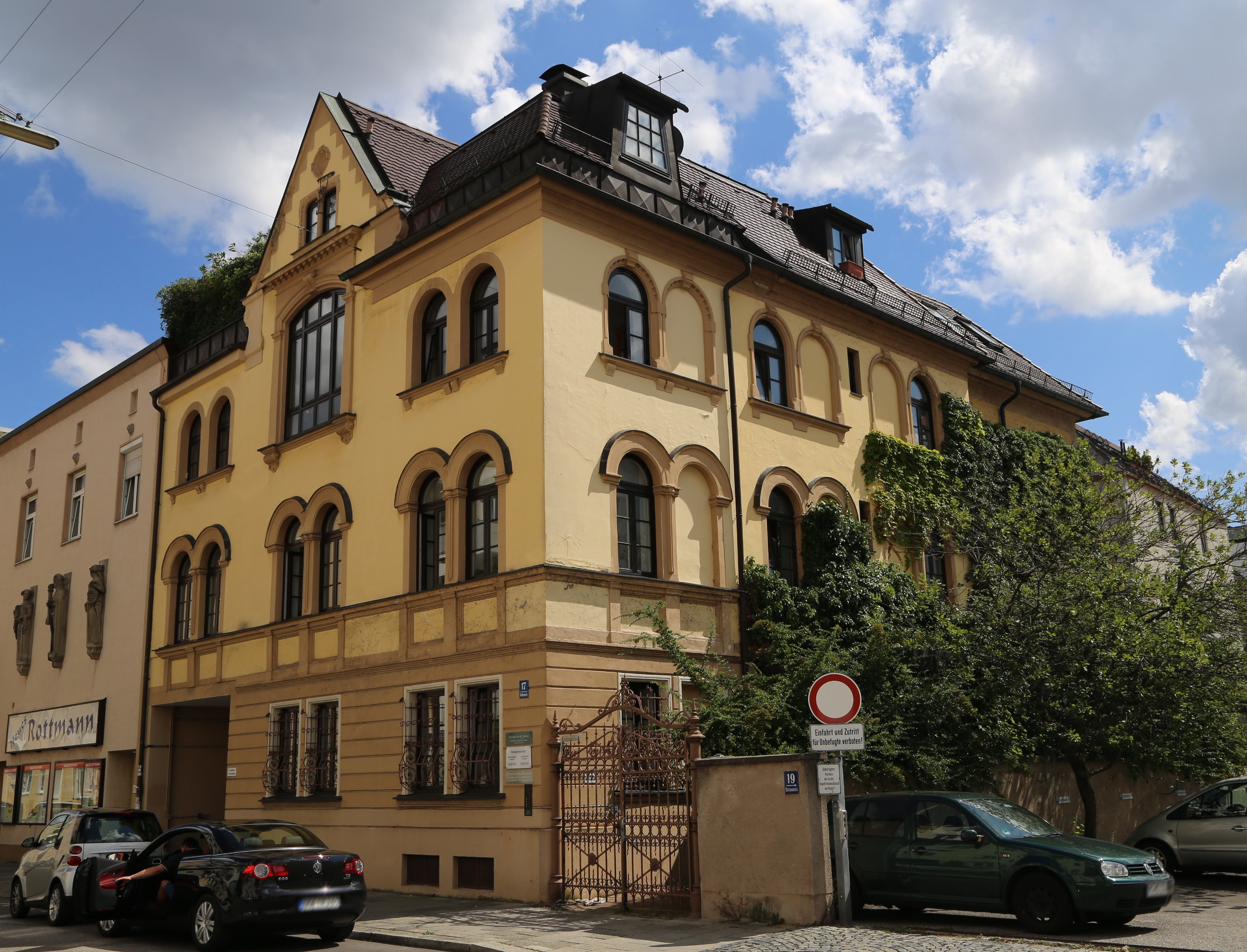
Wohnhaus Rottmannstraße 17, München

Im Jahr 1900 zog von Scheve in die Rottmannstraße 17, ein historistisches Wohn- und Atelierhaus des Malers Hugo Kauffmann, in dem sie auch noch 1907 lebte. Ihre dortige Behausung beschrieb ihre enge Freundin, die Schriftstellerin Ricarda Huch, als „hübsche Wohnung von der älteren Art in der Rottmannstraße, mit überraschenden Gängen und Winkeln, eingerichtet mit Möbeln, die alt und kostbar, aber zum Teil verschlissen waren.“ Das Ganze machte auf sie „einen höchst behaglichen und vornehmen Eindruck, wenn es auch sehr unordentlich war.“

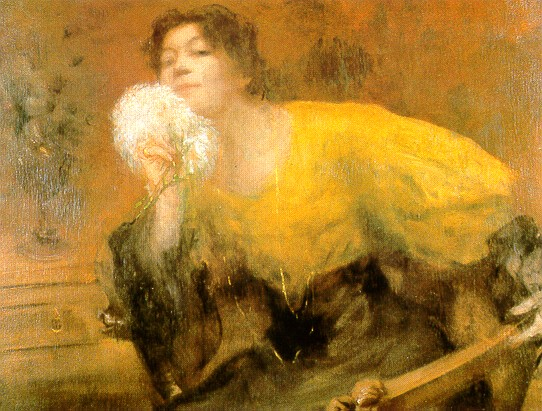
Porträt der Ricarda Huch (1903)

Dort entstand 1903 Das Porträt der Ricarda Huch, ein Ölbild auf Leinwand (90 × 112 cm), das 1968 aus dem Huch’schen Familienbesitz in die Sammlung des Deutschen Literaturarchivs Marbach gelangte. Das in warmen Tönen gehaltene Porträt gilt als das „vielleicht jugendlichste und lebendigste Bildnis“ der 39-jährigen Dichterin und zeigt sie in einer senfgelben Samtbluse, den Betrachter intensiv und suggestiv aus halbgeschlossenen Augen anblickend, mit der Hand einen weißen Blumenbüschel vor die Nase haltend. Das intim wirkende Bildnis aus der Bohème-Atmosphäre der Münchner Künstlerwohnung von Scheves, das eine enge Freundschaft zwischen Dichterin und Malerin nahelegt, gilt eher als eine „Milieuskizze“ als ein getreues Porträt Huchs. Im näheren persönlichen Umfeld Huchs stieß das Bild durchaus auf Missfallen, so hielt Marie Baum, eine weitere Freundin Huchs, das Porträt für ein „Bildnis, das, da die Malerin Ricarda nur von der erotischen Seite aufgefaßt hatte, mich und andere Freunde verdroß“.
Nachdem sich der Künstlerinnen-Verein München 1905 gespalten hatte, gehörte von Scheve dem von der Landschaftsmalerin Bertha „Betty“ Nägeli (* 1853) geleiteten Verband Münchner Künstlerinnen an. Dessen Schaffen wurde von dem Kunsthistoriker Hans Rosenhagen in einer Kritik zu einer Ausstellung, die im Jahr 1906 im Salon von Fritz Gurlitt stattfand, ungünstig beurteilt: „Diese Damen scheinen nicht zu ahnen, wie tief sie sich erniedrigen, und wie wenig ihr Bekanntwerden mit Kunst zu tun hat“. Von Scheve bescheinigte er dabei einen „phantastischen Sinn“ sowie ein „eigenartiges Farbgefühl“.
Neben der Malerei übte sich von Scheve in der Fotografie.
Gesellschaftlich bewegte sie sich in den wohlhabenden und kunstinteressierten Kreisen der Oberschicht. In München lernte sie Hedwig Pringsheim kennen, „die Grande Dame der Münchner intellektuellen Szene“, deren Salons im Stadtpalais Arcisstraße 12 sie von Februar 1893 bis 1925 als häufiger Gast frequentierte. Bei einem Tee im Hause Pringsheim befreundete sie sich mit Ricarda Huch, damals Ehefrau des Zahnarztes Ermanno Ceconi (1871–1927). Von Scheve machte Pringsheim 1904 mit dem Dichter Stefan George bekannt, ein Kontakt, den Pringsheim wegen Georges „Bohémien-Allüren, bei denen der Bourgeois an allen Ecken u. Enden hervorspritzt“, als „peinliche Gesellschaft“ empfand und daher beendete.
Auch der Frauenbewegung, für die Huch Vorträge hielt, gehörte sie an. Von 1899 bis 1904 war sie Mitglied der „Gesellschaft zur Förderung geistiger Interessen der Frau“, bald umbenannt in Verein für Fraueninteressen. Außerdem verkehrte sie im Kreis der „Kosmiker“, dem der mit ihr befreundete Schriftsteller Karl Wolfskehl angehörte.
Von Scheve unternahm Reisen nach Paris, wo der Münchner Verleger Albert Langen mit seiner schwedischen Ehefrau Dagny, einer Tochter des Schriftstellers Bjørnstjerne Bjørnson, eine Wohnung hatte. In den Jahren 1905 bis 1907 lebte sie in Italien (Venedig, Florenz, Sizilien). Im Januar 1906 hielt sich von Scheve in Taormina auf. In jener Zeit begleitete sie ein „Freund und Graf“, der in ihren Briefen mit dem Familiennamen „Waletsky“ auftaucht. In Thomas Manns Erzählung Beim Propheten wird er als „polnischer Maler“ erwähnt, während von Scheve selbst dort als „das schmale Mädchen, das mit ihm lebte“, figuriert. Pringsheim, die Schwiegermutter Manns, nahm die Landschaften, die er malte und bei Franz Josef Brakl ausstellte, als „seltsame Bilder“ wahr. Die offene Beziehung, die von Scheve mit „Waletsky“ führte, war schwierig. 1905 beschrieb sie ihn ihrer Freundin Ricarda Huch in einem Brief als „einen vollständig innerlich kranken Menschen“, der sich an sie klammere. Als ihre Wohnung in der Rottmannstraße 1907 gekündigt wurde, trug sie sich mit dem Gedanken, mit „Waletsky“ in ein Haus nach Grünwald zu ziehen. Schließlich zogen beide aber nach Taormina. 1911 kehrte von Scheve ohne „Waletsky“ nach München zurück. Dort fand sie Unterkunft im Hause des Ehepaars Wolfskehl. Ab 1912 lebte sie in der britischen Kronkolonie Malta, die sie 1914 bei Ausbruch des Ersten Weltkriegs sofort verließ, um nicht als feindliche Ausländerin interniert zu werden.

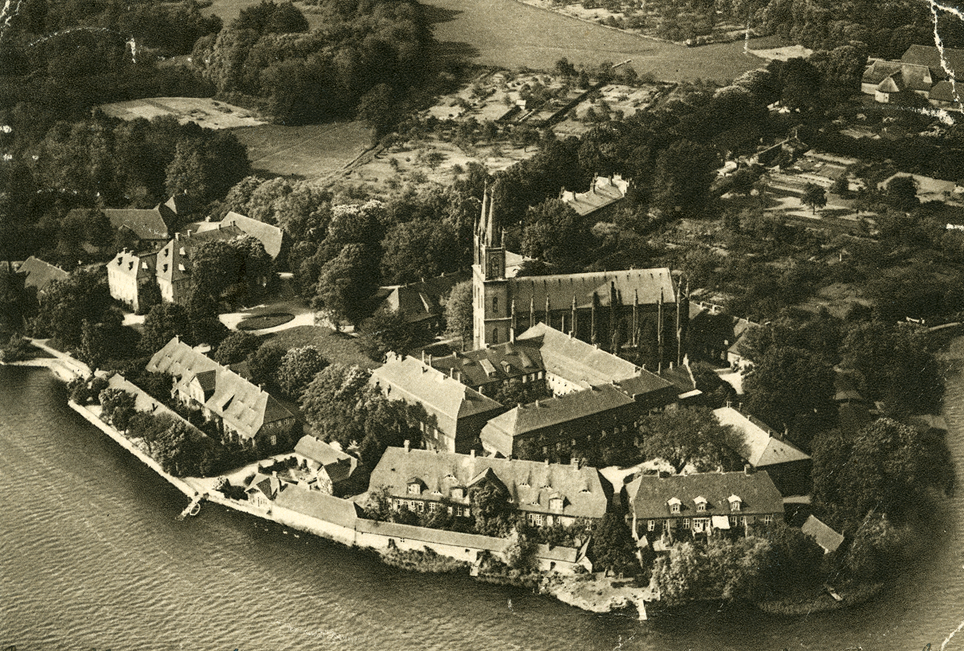
Kloster Dobbertin, Luftaufnahme 1930

In Sorge um ihre materielle Existenzgrundlage erinnerte sich von Scheve in dieser Zeit an ihre Anwartschaft auf einen Wohnsitz im Kloster Dobbertin, einem Damenstift für Adelige lutherischen Bekenntnisses. Der Familientradition folgend hatte ihr Vater sie wenige Tage nach ihrer Geburt dort eingeschrieben. Im Herbst 1914 meldete sie sich an, am 23. November 1915 zog sie dort offiziell in die Wohnung der kurz zuvor verstorbenen Priorin Melanie von Hobe zu Merseburg (1839–1914) ein. Als nach Erstem Weltkrieg und Revolution die neue Staatsregierung Mecklenburg-Schwerins im November 1918 die Stifte und Klöster auflöste und in das Vermögen des Freistaats einzog sowie 1920 durch ein Gesetz die Ansprüche der Stiftsdamen schmälern ließ, verschlechterte sich von Scheves materielle Situation erneut. Ein letztes Mal bereiste sie München im Winter 1924/1925. Am 15. Januar traf sie dort auch Pringsheim. Zurück in Dobbertin verstarb sie als 69-Jährige am 22. Januar 1925. Ein Grab auf dem Klosterfriedhof in Dobbertin, wo sie am 26. Januar bestattet wurde, ist nicht erhalten.